# Selma Billström
Selma Amalia Billström, född Lundeberg 27 september 1843 i Björkviks församling, Södermanlands län, död 30 april 1926 i Klara församling, Stockholms stad, var en svensk författare. Hon var sedermera bosatt i Stockholm.
Hon var dotter till fil. dr. kontraktsprosten Jakob Lundberg (1801–1881) och Kristina Selander (1812–1865).
Hon fick undervisning i hemmet och studerade sedan vid Fru Lidmans pension i Södertälje och vid Slöjdskolan i Stockholm.
Hon gifte sig 1880 med stadsveterinär Erik Axel Mauritz Billström, som avled 1892.
Billström skrev framförallt noveller under olika signaturer för olika tidningar. Hon gjorde också skriftliga inlägg i frågor som berörde sedlighet, djurskydd och kvinnlig rösträtt. Hon höll föredrag mot reglementeringen av prostitutionen och för kvinnlig rösträtt 1901–1907.